# The Black Market
The Black Market es el séptimo álbum de estudio de la banda estadounidense de hardcore punk Rise Against. Fue lanzado el 15 de julio de 2014. Con la misma formación que sus dos álbumes anteriores, el guitarrista Zach Blair se ha convertido en el primer guitarrista de Rise Against apareciendo en tres álbumes de estudio.
The Black Market debutó en el número tres en los Billboard 200 de EE. UU., ganando a la banda su segundo número tres durante su carrera.

## Producción
El 14 de abril de 2014, la banda publicó un vídeo de corta duración en su página de Facebook molestar a un nuevo álbum con el mensaje "Coming Soon". El 5 de mayo de 2014, la banda publicó otro breve video que indica que un nuevo álbum sería lanzado en el verano de 2014 El 27 de mayo de 2014, la banda lanzó un video corto con un teaser de una canción del nuevo álbum, y aclaró la fecha de lanzamiento verano para estar de julio de 2014, el 4 de junio de 2014, un nuevo teaser fue lanzado en Facebook revela el título del álbum el Mercado Negro y fecha de lanzamiento del 15 de julio de 2014 .
Del primer sencillo del álbum, "I Don't Want to Be Here Anymore", fue lanzado el 10 de junio de 2014 El 13 de junio de 2014, la banda lanzó la obra de arte para el próximo álbum. Este fue lanzado en todos los principales sitios de redes sociales. El 8 de julio de 2014, la banda lanzó el álbum entero de prelanzamiento de streaming a través de iTunes.

## Lista de canciones
| N.º | Título                            | Duración |  |
| 1.  | «The Great Die-Off»               | 3:39     |  |
| 2.  | «I Don't Want to Be Here Anymore» | 3:59     |  |
| 3.  | «Tragedy + Time»                  | 4:17     |  |
| 4.  | «The Black Market»                | 4:15     |  |
| 5.  | «The Eco-Terrorist in Me»         | 2:45     |  |
| 6.  | «Sudden Life»                     | 4:08     |  |
| 7.  | «A Beautiful Indifference»        | 3:24     |  |
| 8.  | «Methadone»                       | 3:48     |  |
| 9.  | «Zero Visibility»                 | 4:38     |  |
| 10. | «Awake Too Long»                  | 3:11     |  |
| 11. | «People Live Here»                | 4:08     |  |
| 12. | «Bridges»                         | 4:06     |  |

| N.º | Título                                  | Duración |  |
| 13. | «Escape Artists» (Japanese bonus track) | 4:02     |  |